# Yasoda androconifera
Yasoda androconifera is een vlinder uit de familie van de Lycaenidae. De wetenschappelijke naam van de soort is voor het eerst geldig gepubliceerd in 1912 door Fruhstorfer.